# TVI Reality
O TVI Reality é o primeiro canal de televisão português totalmente dedicado a reality shows.  A Diretora de Entretenimento da TVI Reality é, desde 2020, Cristina Ferreira.
O embrião do TVI Reality foi o canal - conhecido primeiramente como canal Big Brother (e informalmente como canal 43, posição que chegou a ocupar na TV Cabo), posteriormente como TVI Eventos e, numa última fase, como TVI Direct -, que transmitia em contínuo e em direto as imagens da casa do Big Brother e do Big Brother Famosos, numa primeira fase, e da Casa dos Segredos e do Big Brother VIP, numa fase posterior. Este canal, que foi para o ar pela primeira vez em 2001 - tendo sido o segundo canal dedicado ao território português a ser lançado pela TVI, depois da própria TVI em sinal aberto -, apenas possuía emissão durante a realização dos reality shows enunciados.
As transmissões do TVI Reality iniciaram-se a 3 de outubro de 2015, no mesmo dia em que a estação de televisão anunciou também o canal TVI África. Em dezembro de 2015, com o fim do +TVI, o canal de Realtiy TV passa a ser o canal de entretenimento da TVI. A partir do dia 30 de setembro de 2019 o canal passa a emitir também em HD. O Canal chegou ao MEO, em 2020 e em 2023 na Vodafone, nas operadoras portuguesas, deixando de ser exclusivo da NOS após 5 anos de estrear em 2015. A emissão do canal passa assim pela transmissão em direto de reality shows a decorrer e da reposição de reality shows anteriores quando não há nenhum a decorrer.

## Cobertura
Esteve disponível em regime de exclusividade na posição 12 da grelha de canais da operadora NOS desde a sua estreia até dia 28 de abril de 2020, data em que chega à operadora MEO na posição 99. Em fevereiro de 2023 o canal chegou à TV da Vodafone, na posição 131 da grelha. Atualmente a TVI Realtiy pode ser vista nos principais operadores portugueses (MEO, NOS e Vodafone) e é o primeiro canal de reality shows em Portugal a ter mais programas atuais (Big Brother, O Triângulo e BB Desafio Final) e dos anteriores (Sercet Story - Casa Dos Segredos, Confessionário, Love on Top e A Quinta), são os maiores sucessos que deram ás galas que passram na TVI.

## Controvérsias
Em 2015, quando foi lançado em exclusivo na NOS, deixou os telespectadores da TVI que eram clientes da MEO indignados, pois o anterior canal "TVI Direct", que tinha o mesmo fim, transmitir reality shows em direto, estava em regime de exclusividade na MEO. Depois de 4 anos disponível apenas na NOS, o canal chega então à MEO em abril de 2020.